# Schweizer Pavillon Expo 2012 Yeosu

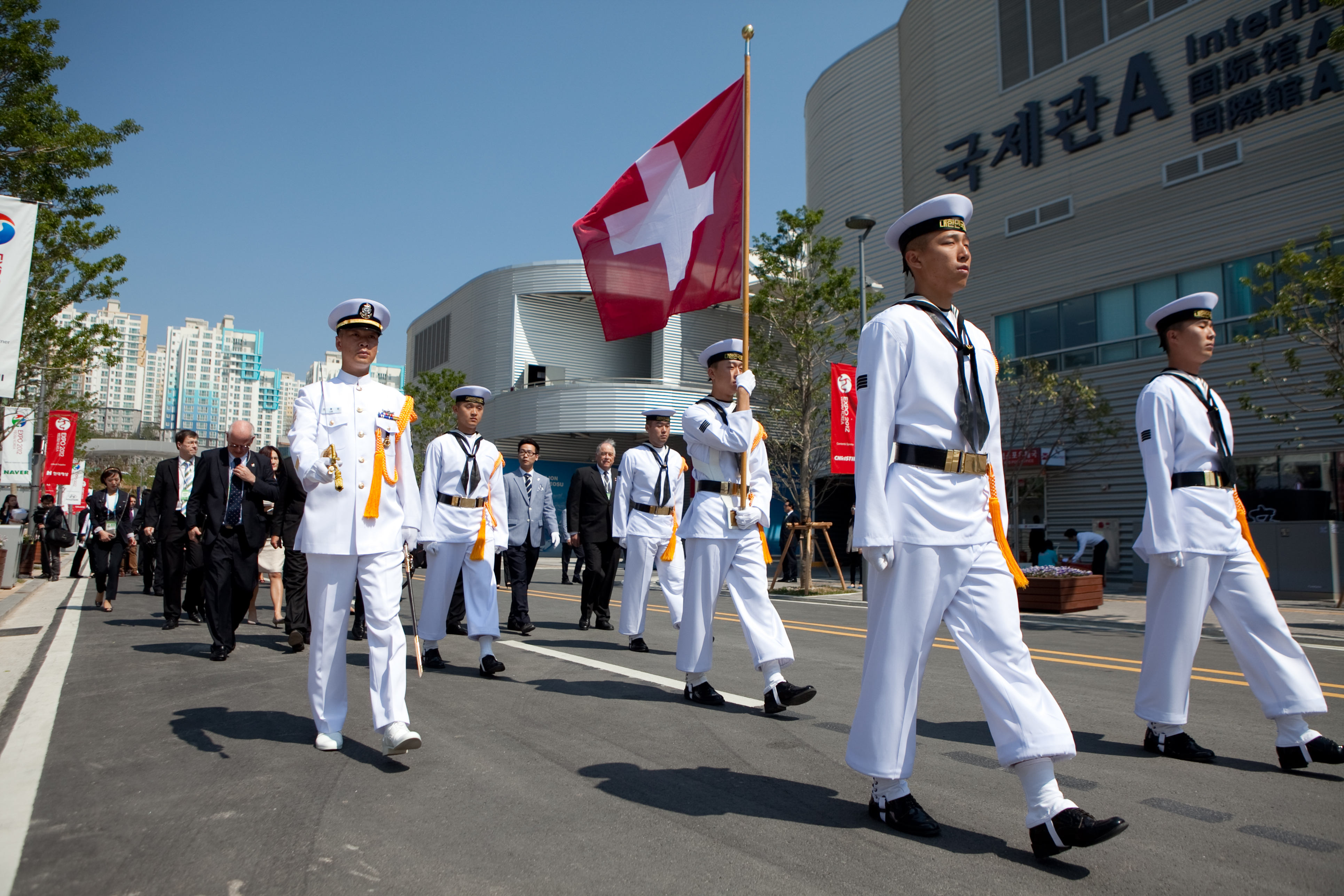
Die koreanische Ehrengarde eskortiert die koreanisch-schweizerische Delegation zum Schweizer Pavillon am 21. Mai 2012, dem Schweizer Nationentag auf der Expo 2012.

Der Schweizer Pavillon Expo 2012 Yeosu auf der Expo 2012 im südkoreanischen Yeosu umfasste eine Fläche von 869 m2 in einer von Seiten der Organisatoren zur Verfügung gestellten Halle. Das Ausstellungsthema der Weltausstellung 2012 war The Living Ocean and Coast (engl. Der lebende Ozean und die Küste). Die Schweizerische Eidgenossenschaft präsentierte sich mit ihrem Pavillon zum Unterthema The Source. It’s in your hands (engl. Die Quelle. Sie liegt in deinen Händen). Die offizielle Eröffnung des Schweizer Pavillons fand zeitgleich mit der Eröffnung der Expo 2012 am 12. Mai 2012 statt. Die Ausstellung dauerte bis zum 12. August 2012.

## Bestätigung der Teilnahme, Projektleitung und Budget

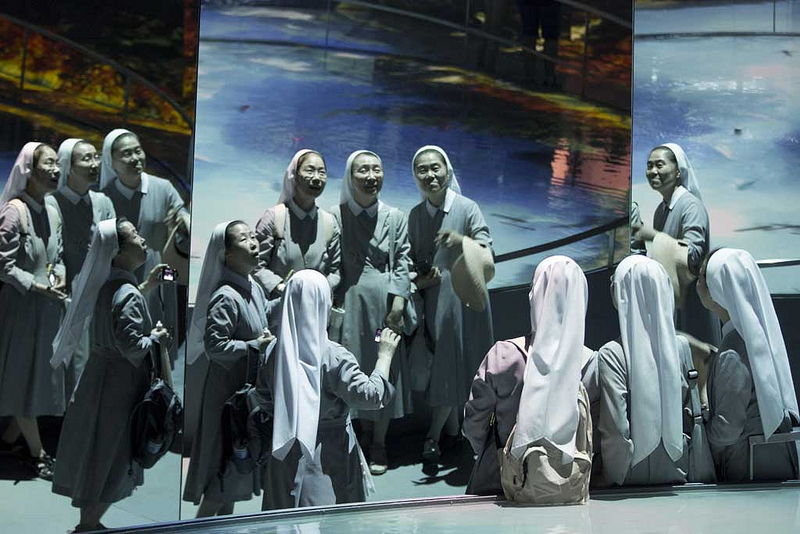
Ordensschwestern im Pavillonbereich Quelle, einem Raum mit einem mit Wasser gefüllten Rundbecken, aus dem bewegte Bilder zum Thema Wasser aufstiegen, welche den gesamten verspiegelten Raum zu fluten schienen.

Der Schweizerische Bundesrat sprach sich am 5. Juni 2009 für die Teilnahme der Schweiz an der Expo 2012 in Yeosu aus und bewilligte ein Gesamtbudget von CHF 7 Millionen. Am 8. Juni 2009 nahm der Schweizerische Bundesrat die Einladung zur Teilnahme an der Expo 2012 offiziell an. Die Projektleitung des Schweizer Pavillons wurde vom Schweizerischen Bundesrat dem Eidgenössischen Departement für auswärtige Angelegenheiten, Präsenz Schweiz übertragen. Als Generalkommissär des Schweizer Pavillons wurde Dr. Urs Lustenberger, Präsident der Swiss-Asian Chamber of Commerce, ernannt. Direktor des Schweizer Pavillons war Olivier Roos.

## Konzept und Bau des Pavillons
Das von einer Fachjury begleitete Präqualifikationsverfahren sah vor, fünf interdisziplinäre Teams auszuwählen, die anschliessend eine Gesamtstudie erarbeiten mussten. Diese umfasste die inhaltliche Konzeption, die Gestaltung und die Umsetzung des offiziellen Auftritts der Schweiz in Südkorea. Als Gewinner wurde das Gestaltungsteam Steiner Sarnen Schweiz/Tamschick Media+Space/Nüssli erkoren, welches den Pavillon gemeinsam mit der Habegger AG realisierte. Der Pavillon bot ein sinnliches Erlebnis der Schweizer Berglandschaft und zeigte deren Bedeutung als Wasserreservoir und Wasserquelle Europas auf. Herzstück und Publikumsmagnet des Pavillons war der 4.345 Jahre alte Eisbohrkern, der vom Paul Scherrer Institut aus dem Monte-Rosa-Massiv gewonnen wurde. Der Eisbohrkern war somit so alt wie Korea nach dem Mythos der legendären Gründung von Go-Joseon, dem ersten koreanischen Königreich, durch König Dangun im Jahre 2333 v. Chr.

### The Source. It’s in your hands: Ein Rundgang

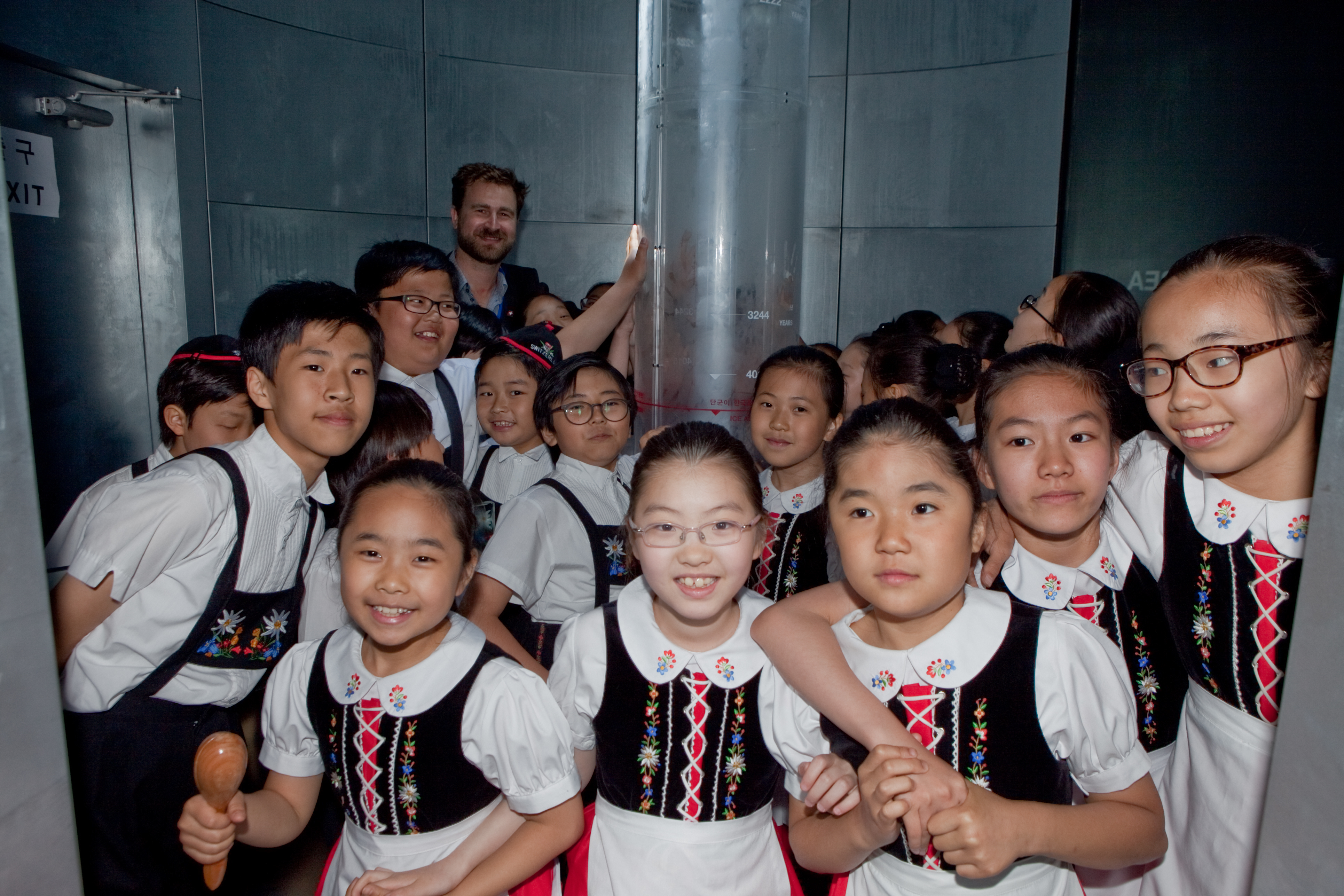
Eine koreanische Kinderjodelgruppe am Schweizer Nationentag, am 21. Mai 2012, im Raum mit dem über 4.000 Jahre alten Eisbohrkern.

Die Eingangsfassade des Schweizer Pavillons zierte das  Jungfraumassiv. Der Rundgang durch den Schweizer Pavillon führte vom Bergmassiv über den Gletscher bis zur Quelle des Wassers und verband ein sinnliches Erlebnis mit der Erkenntnis über die Bedeutung der Gletscherlandschaft als Wasserreservoir, speichern doch die Gletscher über 70 % der Trinkwasservorräte der Erde. Im Verlauf des Rundgangs bekamen die Besucher die Gelegenheit, aus einer speziellen Handschale einen Schluck Schweizer Quellwasser zu trinken. Es war denn auch das Ziel des Gestaltungsteams des Schweizer Pavillons, mit dem Unterthema The Source. It’s in your hands darauf aufmerksam zu machen, dass die nachhaltige Nutzung der Trinkwasservorräte in den Händen der Menschen liegt. Der über 4.000 Jahre alte Eisbohrkern zeigte zudem, welch lange Zeitperiode Eis überdauern kann und dass dieses Ewige Eis, das klimatische Veränderungen von Jahrmillionen in sich gespeichert hat, für die Wissenschaft eine wichtige Quelle für die Erforschung der Veränderungen unseres Planeten, insbesondere der Atmosphäre, darstellt. Nach Abschluss der Expo 2012 wurde der Eisbohrkern an der Küste von Yeosu dem Meer übergeben.

## Auszeichnungen
Der Schweizer Pavillon auf der Expo 2012 in Yeosu erhielt auf Empfehlung der Expertenkommission des Bureau International des Expositions (BIE) den Gold Award für die beste Umsetzung des Leitthemas Der lebende Ozean und die Küste. Honoriert wurde er zudem mit der Auszeichnung red dot design award  für hohe Designqualität und er erhielt vom EXHIBITOR-Magazin Gold in der Kategorie Best Interpretation of Theme sowie den 2. Rang als Best Pavilion.

## Prominente Besucher im Schweizer Pavillon
Zu den prominenten Gästen des Schweizer Pavillons zählten u. a. Nationalratspräsident Hansjörg Walter, welcher am 21. Mai 2012 die Zeremonie zum Schweizer Nationentag eröffnete, Nobelpreisträger Kurt Wüthrich, Kronprinz Willem-Alexander, Ministerin Melanie Schultz van Haegen sowie das australische Topmodel Jessica Gomes.